# Kansas (Alabama)
Kansas és una població dels Estats Units a l'estat d'Alabama. Segons el cens del 2000 tenia 260 habitants.

## Demografia
Segons el cens del 2000, Kansas tenia 260 habitants, 117 habitatges, i 80 famílies. La densitat de població era de 100,4 habitants/km².
Dels 117 habitatges en un 25,6% hi vivien nens de menys de 18 anys, en un 53% hi vivien parelles casades, en un 12% dones solteres, i en un 31,6% no eren unitats familiars. En el 26,5% dels habitatges hi vivien persones soles el 12,8% de les quals corresponia a persones de 65 anys o més que vivien soles. El nombre mitjà de persones vivint en cada habitatge era de 2,22 i el nombre mitjà de persones que vivien en cada família era de 2,69.
Per edats la població es repartia de la següent manera: un 19,2% tenia menys de 18 anys, un 8,8% entre 18 i 24, un 25% entre 25 i 44, un 28,8% de 45 a 60 i un 18,1% 65 anys o més.
L'edat mediana era de 42 anys. Per cada 100 dones hi havia 85,7 homes. Per cada 100 dones de 18 o més anys hi havia 81 homes.
La renda mediana per habitatge era de 23.021 $ i la renda mediana per família de 24.167 $. Els homes tenien una renda mediana de 25.000 $ mentre que les dones 21.750 $. La renda per capita de la població era de 13.416 $. Aproximadament el 16,3% de les famílies i el 16,4% de la població estaven per davall del llindar de pobresa.

## Poblacions més properes
El següent diagrama mostra les poblacions més properes.